# Coalición Global contra el Racismo Sistémico y por las Reparaciones
La Coalición Global contra el Racismo Sistémico y por las Reparaciones es una plataforma internacional cuyo propósito es promover acciones que enfrenten y eliminen el racismo sistémico y promuevan reparaciones mediante la colaboración entre entidades públicas, privadas, políticas, sociales, empresariales, culturales y productivas, así como con organismos internacionales.
Fue presentada durante la primera celebración del Día Internacional de los Afrodescendientes el 31 de agosto de 2021, oficialmente conmemorado con el respaldo del gobierno de Costa Rica a través de la oficina de la vicepresidenta de la República, Epsy Campbell Barr y la colaboración del Fondo de Población de las Naciones Unidas (UNFPA), la Oficina del Alto Comisionado para los Derechos Humanos y el Sistema de Naciones Unidas.

## Contexto
El racismo sistémico es un concepto teórico del sociólogo Joe Feagin que sostiene que el racismo está en las estructuras y relaciones sociales dentro de la sociedad.

Es un sistema de dominación y de inferiorización de un grupo sobre otro basado en la racialización de las diferencias, en el que se articulan las dimensiones interpersonal, institucional y cultural. Se expresa a través de un conjunto de ideas, discursos y prácticas de invisibilización, estigmatización, discriminación, exclusión, explotación, agresión y despojo.

El racismo sistémico se puede definir como una infraestructura de decisiones, ordenanzas o estatutos promulgados por un gobierno soberano o entidad autoritaria. En este contexto, dichas ordenanzas y estatutos otorgan a un grupo étnico en una sociedad derechos y privilegios específicos, al tiempo que niegan a otros grupos en esa sociedad esos mismos derechos y privilegios debido a prejuicios culturales arraigados, prejuicios religiosos, miedos, mitos y xenofobia sostenidos por el grupo privilegiado.
El racismo sistémico eleva de manera injusta a los individuos de raza blanca por encima de otros grupos. Este fenómeno impacta la forma en que el sistema judicial trata a las personas pertenecientes a la mayoría global y a las comunidades indígenas. Además, tiene repercusiones en áreas como la vivienda, la educación, la atención médica, los procesos de contratación y diversos aspectos de la vida cotidiana. Aunque el racismo sistémico no siempre es evidente, en algunos casos, como las leyes Jim Crow, se manifiesta claramente. Incluso puede ser inconsciente, contribuyendo de manera inadvertida a la creación de desigualdades.
En julio de 2021 la vicepresidenta de Costa Rica, Epsy Campbell anunció a la Asamblea General de las Naciones Unidas que el país lanzaría ese año una Coalición Global contra el Racismo Sistémico con el apoyo de distintos gobiernos, organizaciones de la sociedad civil y el sector privado, cuyo propósito sería definir la ruta de las reparaciones solicitadas por la Oficina de la Alta Comisionada de las Naciones Unidas para los Derechos Humanos.

Es tiempo ya de que hagamos un verdadero pacto ¡Eso es lo que necesitamos, para demostrar que las vidas negras importan! Construyamos juntos una potente coalición contra el racismo sistémico, definamos la ruta de las reparaciones, para que cada niño y niña africana y afrodescendiente tenga la garantía de vivir plena y dignamente, en un mundo donde pueda alcanzar todos sus sueños
Epsy Campbell Barr

## Decálogo
La coalición establece un decálogo de compromisos que los interesados en unirse deben aceptar y firmar.
El primer compromiso implica fomentar un lenguaje antirracista que contribuya al cambio cultural. En este sentido, los miembros de la Coalición se comprometen a erradicar, censurar y condenar el uso de lenguaje racista en diversas formas de comunicación, ya sea verbal, escrita, interpersonal u oficial, así como en la publicidad. Además, se comprometen activamente a promover el uso del lenguaje antirracista en todos los ámbitos.
El segundo compromiso se enfoca en la visibilidad estadística de las personas afrodescendientes en censos, encuestas y registros públicos pues reconoce que abordar el racismo sistémico y atender reparaciones históricas pendientes para los pueblos afrodescendientes requiere acciones respaldadas por información estadística.
El tercer compromiso se ocupa de crear espacios libres de discriminación y racismo en las organizaciones laborales, prohibiendo limitaciones, segregaciones o exclusiones por razón de las causas previstas para el acceso al empleo, incluidos criterios de selección, formación, promoción profesional, retribución, jornada y otras condiciones laborales. Asimismo, se prohíbe tolerar acciones discriminatorias y racistas en cualquier representación, ya sea por parte de empleadores, colegas, clientes o usuarios de servicios públicos.
El cuarto compromiso se relaciona con acciones afirmativas a favor de las personas afrodescendientes en el territorio y/o la organización. Estas acciones buscan compensar las condiciones sistémicas que discriminan o excluyen a grupos sociales en desventaja, incluida la población afrodescendiente y busca reducir las brechas históricas y estructurales mediante cuotas afirmativas y otras medidas que promuevan el reconocimiento y empoderamiento de estas poblaciones.
El quinto compromiso implica la promoción de actividades de sensibilización sobre la lucha antirracista y el reconocimiento de las personas afrodescendientes, reconociendo la existencia de brechas en bienestar, reconocimiento, autonomía y ejercicio de derechos para los pueblos indígenas y afrodescendientes en América Latina, además de incluir la promoción de días internacionales, como el Día Internacional de los Afrodescendientes, para eliminar todas las formas de discriminación contra esta población.
El sexto compromiso implica promover la Coalición junto con otros aliados y actores para impulsar el crecimiento de la comunidad antirracista global, al señalar que la causa requiere la participación de todos los actores sociales, políticos, económicos y de la sociedad civil.
El séptimo compromiso establece que los socios de la Coalición ejecutarán acciones concretas para erradicar el racismo en el mundo digital. El octavo compromiso implica que los socios respaldarán las acciones antirracistas promovidas por la Coalición, así como las iniciativas de instancias internacionales como el Foro Permanente de Afrodescendientes, el Comité para la Eliminación de la Discriminación Racial, entre otros. Esto incluirá la ratificación de convenios y tratados internacionales, así como la solicitud de informes de expertos sobre la situación de racismo y discriminación.
El noveno compromiso se centra en mejorar la ayuda a las víctimas del racismo y la discriminación. Esto implica reforzar la capacidad de las víctimas para defenderse ante actos racistas y discriminatorios, implementando políticas, protocolos o programas de atención, proporcionar asesoría y orientación para denunciar actos de discriminación, asistencia legal y difusión de instrumentos jurídicos, además de garantizar el acceso a la salud mental mediante atención personalizada, talleres de empoderamiento y reafirmación de la identidad afrodescendiente.
El décimo compromiso implica el intercambio periódico de experiencias y cocreación entre los socios de la Coalición a través de encuentros regulares. Las organizaciones socias se comprometen a sistematizar sus experiencias en la ejecución de los compromisos asumidos para combatir el racismo y la discriminación.

## Acciones
La Coalición ha instalado dos capítulos, uno en México y otro en Costa Rica, y tiene previsto habilitar otros en Colombia, Ecuador, República Dominicana y Panamá.
El capítulo México se inauguró el 28 y 29 de noviembre de 2022 en el Complejo Cultural Los Pinos de la Ciudad de México durante la segunda edición del "Foro Global contra el Racismo y la Discriminación: Camino hacia una recuperación post-COVID basada en derechos" con la participación de diversas organizaciones y parlamentarios afromexicanos como la senadora Marica Celeste López, el diputado Sergio Peñaloza Pérez y la exdiputada Teresa Mojica.
El capítulo de Costa Rica se instaló el 8 y 9 de marzo de 2023 en la provincia de Limón, específicamente en Cahuita, e incluyó la marcha para autoproclamar Punta Cahuita como «Sitio de Memoria Histórica» en el contexto del proyecto «Puerta de la Reunificación y Redención entre África y Su Diáspora», así como un diálogo entre pueblos indígenas y afrodescendientes, al que fueron invitados representantes de organizaciones locales, agencias de las Naciones Unidas, embajadas, empresas y líderes de la sociedad civil.

### Conciertos internacionales contra el racismo
La Coalición ha llevado a cabo dos conciertos internacionales contra el racismo con el fin de promover el respeto, la justicia y el reconocimiento de las personas afrodescendientes. El primero de ellos se llevó a cabo en Cahuita de Limón, Costa Rica el miércoles 8 de marzo de 2023 con la colaboración de la Asociación Tribal Afrodescendiente del Caribe Sur; el Centro de Mujeres Afro; el Instituto Afrodescendiente para el Estudio, la Investigación y el Desarrollo; y la Asociación de Desarrollo de Cahuita, el Fondo de Población de las Naciones Unidas (UNFPA), la Organización de las Naciones Unidas para la Educación, la Ciencia y la Cultura (UNESCO) y la oficina de la Coordinadora Residente de las Naciones Unidas en Costa Rica. En él participaron artistas como el tres veces nominado al Grammy, Rocky Dawuni; el actor mexicano, Tenoch Huerta; al puertorriqueño y cuatro veces nominado a los premios Grammy, William Cepeda; así la cantante costarricense Sasha Campbell y la locutora Rose Davis.
El Segundo Concierto Internacional contra el Racismo se realizó el 29 de julio de 2023 como parte del Festival Latinidades, que se llevó a cabo en el Largo Quincas Berro D'Água de Salvador da Bahia, Brasil. En él participaron artistas como Panteras Negras, Slam das Minas Bahia, Rocky Dawuni, La Dame Blanche, Shirley Campbell Barr, Vox Sambou, y ENIO IXI

### Denuncia por racismo contra entrenador de fútbol
En marzo del 2023 la Coalición junto con la Asociación de Jugadores Profesionales de Costa Rica (ASOJUPRO) y el Centro de Mujeres Afrodescendientes denunciaron que el director técnico del Deportivo Saprissa, Jeaustin Campos Madriz profirió insultos racistas contra el jugador Javon Romario East durante una sesión de entrenamiento, por lo que el equipo tomó la decisión de separarlo de su cargo. En noviembre el Comité de Ética de la Federación Costarricense de Fútbol declaró a Campos culpable de proferir insultos racistas contra Javon Eats, imponiéndole una inhabilitación de participar en eventos relacionados con el fútbol durante seis meses así como una multa de $5000, siendo la primera vez que un director técnico de un club de primera división era sancionado por una falta como esa. Tras conocerse la sanción, el Club Sport Herediano destituyó a Campos de su cargo.